# پرنده‌های زرد (فیلم)
پرنده‌های زرد (به انگلیسی: The Yellow Birds) فیلمی محصول ۲۰۱۶ می باشد که در  سال ۲۰۱۷ و به کارگردانی الکساندر مورس اکران عمومی در آمد. در این فیلم بازیگرانی همچون آلدن ارنرایک، تای شرایدن، جنیفر آنیستون، جک هیوستون، تونی کولت، جیسون پاتریک، لی ترگسن، آیلین تازل نیکولای کینسکی، رابرت بک، ردا گریفیس، رابرت پرالگو، الیویا کورچچیا و ویلبور فیتزجرالد ایفای نقش کرده‌اند.